# Little Abitibi River
Der Little Abitibi River ist ein rechter Nebenfluss des Abitibi River im Norden der kanadischen Provinz Ontario.
Der Fluss entspringt 50 km nordöstlich von Cochrane. Er fließt in nordwestlicher Richtung. Er durchfließt die beiden Seen Little Abitibi Lake und Pierre Lake. Der 200 km lange Fluss setzt seinen Kurs nach Nordwesten fort. 70 km oberhalb seiner Mündung wird der Fluss vom Newpost Creek Diversion Dam aufgestaut. Es wird ein Teil des Wassers dem Fluss entnommen und dem Newpost Creek zugeführt, welcher westwärts fließend unterhalb des Abitibi-Canyon-Wasserkraftwerks in den Abitibi River mündet. 
Der Little Abitibi Provincial Park umfasst den Pierre Lake sowie den Flusslauf bis zur Ableitung in den Newpost Creek und dessen Flusslauf zum Abitibi River.